# Melles
Melles település Franciaországban, Haute-Garonne megyében. Lakosainak száma 85 fő (2022. január 1.). Melles Antras, Saint-Lary, Sentein, Canejan, Boutx és Fos községekkel határos.

## Népesség
A település népességének változása:
| Lakosok száma | 183  | 115  | 109  | 104  | 99   | 90   | 89   | 92   | 90   | 85   |
|               | 1968 | 1982 | 1990 | 2006 | 2013 | 2015 | 2017 | 2019 | 2020 | 2022 |